# چوب اسکی

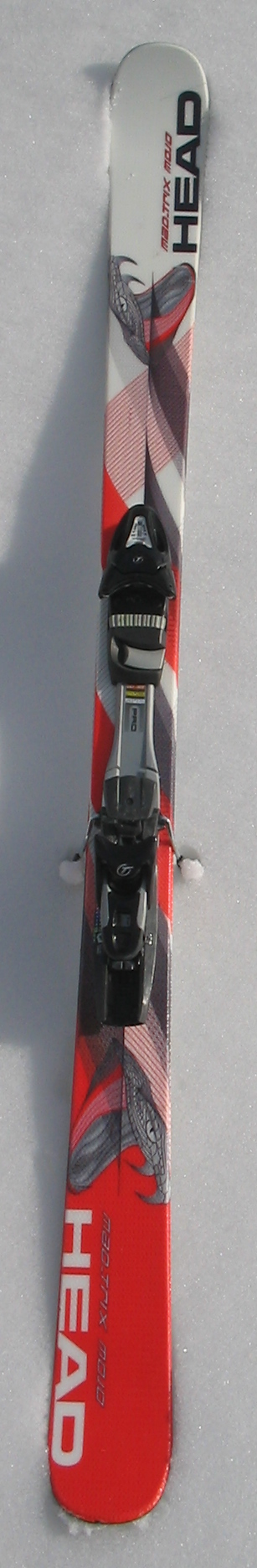
یک لنگه چوب اسکی امروزی

برف‌سُره یا اسکی یا چوب اسکی یا به فارسی تاجیکستان لَغژه وسیله‌ای برای ورزش و تفریح اسکی است. اسکی یک جفت صفحه باریک و بلند است که با فیکساسیون به هریک از پاهای اسکی‌باز بسته می‌شود.
در اسکی روی برف انواع اسکی برای انواع فعالیت‌های ورزشی و تفریحی به کار می‌رود.
اسکی‌های اولیه و قدیمی از چوب ساخته می‌شد. اسکی‌های امروزی با ترکیبی از موادی مانند کامپوزیت و پلاستیک و فلز به روش‌های ویژه هر کارخانه سازنده ساخته می‌شود.

## نام
نام اسکی از زبان‌های اسکاندیناویایی به زبان‌های دیگر وارد شده و در اصل به معنی «قطعه چوب» بوده‌است. در فارسی بیشتر به آن «چوب اسکی» می‌گویند، هر چند «اسکی» نیز رایج است. اصطلاح تاجیکی آن، یعنی «لَغژه» از واژهٔ «لغژیدن» ساخته شده است.